# Les Funérailles de l'Amour
Les Funérailles de l'Amour est un tableau réalisé vers 1580 et attribué à Henri Lerambert. Il représente le cortège funèbre de l'Amour suivi de poètes.
Le tableau, acquis en 1954, fait partie des collections du Département des Peintures du musée du Louvre et porte le numéro d'inventaire RF 1954-4.

## Historique
Les Funérailles de l'Amour est un tableau haut de 164 centimètres et large de 209 centimètres réalisé vers 1580 et attribué à Henri Lerambert. L'œuvre représente le cortège funèbre de l'Amour suivi de poètes, tous se dirigent vers le temple de Diane. Ce thème a été interprété comme représentant une allégorie de l'endeuillement de l'Amour, suivi des poètes de la Pléiade, soit lorsque Ronsard a délaissé le ton des Amours et des Odes pour celui des Discours, soit après la mort de Diane de Poitiers en 1566.
L'œuvre est acquise en 1954 sur les arrérages du legs Dol Lair. Elle fait partie des collections du Département des Peintures du musée du Louvre et porte le numéro d'inventaire RF 1954-4.